# Orthogonioptilum ochraceum
Orthogonioptilum ochraceum är en fjärilsart som beskrevs av Pierre Claude Rougeot 1958. Orthogonioptilum ochraceum ingår i släktet Orthogonioptilum och familjen påfågelsspinnare. Inga underarter finns listade i Catalogue of Life.